# Кирьянов, Василий Григорьевич
Василий Григорьевич Кирьянов (4 декабря 1926, Большая Ирба, Сибирский край, СССР — 11 мая 2012) — советский и российский художник-монументалист, педагог, член Союза художников СССР (1964) и Союза художников России, председатель секции монументального искусства Новосибирска, Почётный работник высшего профессионального образования Российской Федерации.

## Биография
Родился 4 декабря 1926 года в селе Большая Ирба Сибирского края в крестьянской семье добровольных переселенцев. Учился в изостудии при Доме культуры в Артемьевске под руководством В. К. Смоленченко. В 1940 году занял первое место на городской Олимпиаде (раздел — «художественное творчество»).
С 1941 года принимал участие в Великой Отечественной войне на территории Австрии, Венгрии и Чехословакии, после завершения которой поступил на службу в ВДВ.
В 1950 году был демобилизован, затем работал и обучался в Кировограде в вечерней школе (7—10 кл.).
В 1961 году окончил Институт живописи, скульптуры и архитектуры имени И. Е. Репина АХ СССР (класс — монументалтная живопись; руководитель — профессор А. А. Мыльников). Летом этого года переехал в Новосибирск и устроился работать в художественном фонде города.
Вёл уроки живописи в новосибирской средней школе № 74. В 1963 году по приглашению правления Новосибирской организации Союза художников начал преподавать в студии «Спутник», созданной при СХ.
Вместе с художниками Е. З. Рожковым и Семёновым работал в художественной школе Академгородка, созданной 1 сентября 1965 года постановлением Объединенного комитета профсоюза СО АН СССР. Год спустя учебное заведение приобрело муфельную печь и два гончарных круга. Появились новые преподаватели: скульпторы В. Е. Семёнова и Б. Н. Горовой (житель Академгородка). В марте 1966 года работы учеников экспонировались в ДК «Академия», в 1967 — в Новосибирской картинной галерее.
В 1969 году был назначен председателем секции монументального искусства Новосибирска.
С 1991 года — профессор кафедры живописи художественно-графического факультета Новосибирского пединститута.
Умер 11 мая 2012 года.

## Творчество
Василий Кирьянов создал серию живописных и монументальных произведений на фасадах и в интерьерах общественных и научных зданий Новосибирска, за его пределами также выполнил роспись «История транспорта» в депо железнодорожной станции Барабинска.

### Оформление ресторана «Центральный»
При оформлении интерьера в ресторане «Центральный» Кирьянову предложили создать пейзажные вставки в трёх свободных ниши внутри заведения. В результате в этом заведении появились его работы «Север», «Сибирь» и «Алтай», написанные темперой на холстах.

### Роспись в Дворце пионеров
Вместе И. П. Наседкиным и В. В. Семёновым выполнил роспись интерьеров нового Дворца пионеров, построенного в 1963 году на границе детского парка имени Кирова. Сюжет росписи был на тему космоса: Большая Медведица в виде медведя с прочерченной по её абрису белой линией созвездия; несущиеся за ракетой Гончие Псы; Рыбы и Львы в виде каллиграфически нарисованных трёх рыбок и пары львов; по центру стены — Крабовидная туманность.

### «Космос»
Другое произведение — «Космос» — художник создал при въезде на Красный проспект с Мостовой — на чётной стороне этой улицы он разместил бетонную стенку (около трёх метров в высоту) с вставленной в неё металлической линией, изображавшей устремлённые в небо ракеты, к которой добавил фрагменты стекла. По замыслу в дневное время стеклянные элементы «исчезали», затмеваясь металлическими силуэтами ракет, вечером — «вспыхивали» под автомобильными фарами, вызывая «мимолетный призрак неземного мира». Затем по Мостовой шли портреты заслуженных деятелей космонавтики, которые размещались на шести одинотипных белых квадратах. Завершала работу вертикаль — плотно поставленные друг к другу длинные дюралевые трубки, представлявшие собой огненный ракетный след.

### Оформление парадного входа Дворца пионеров
После успешного проекта на Мостовой улице Кирьянову предложили вернуться к оформлению Дворца пионеров, точнее, его парадного входа, перед которым он разместил две формировавшие вестибюль параллельные стелы из бетона с изображением театральных масок, пятиконечных звезд, палитры с кистями, моделей планеров, скрипичных ключей и т. д. Каждый из элементов был образован втиснутой в стелы металлической линией.

### Оформление интерьеров Дворца бракосочетания
Ещё во время строительства Дворца пионеров в Новосибирске началась реконструкция двухэтажного особняка возле Дома офицеров. Здание решили перестроить под Дворец бракосочетания, а в качестве оформителя его интерьеров пригласили Кирьянова. Для зала ожидания художник выполнил панно «Вечная весна» (темпера по древесно-стружечной плите), изображавшее сцену бракосочетания юноши и девушки, а в банкетном зале на втором этаже разместил вытянутое по горизонтали керамическое панно «Народная пляска», представляющее собой семь отдельных, но при этом объединённых сюжетом и пластикой частей, на четырёх из них по отдельности представлены: 1) приплясывающий гормонист, 2) группа держащих друг друга за руки пляшущих, 3) танцующие мужчина с женщиной, 4) подбоченившаяся во время пляски женщина; на других трёх частях, помещённых между вышеперечисленными элементами работы, изображено по одному дереву.

### Оформление детского клуба Оловозавода
С 1967 по 1968 год монументалист работал над оформлением детского клуба оловозавода, в его интерьерах была запланирована роспись на темы «Космос» и «Земля», которую следовало выполнить темперой на древесно-стружечной плите. Снаружи клубного здания была выполнена мозаика «Игры и занятия школьников», состоящая из трёх частей: по центру изображено дерево с круглой кроной, слева от неё — группа из трёх девочек, ведущих хоровод, справа — две школьницы, занятые считалкой. Дети находятся под древом жизни, которое оберегает их безмятежные годы.

### Роспись дома культуры «Радуга»
В 1970 году на торцевой стене зала дома культуры для слабослышащих «Радуга» Кирьянов создал панно с восемью девушками в юбках колоколом и белых платках, образующими хоровод, которым дирижирует находящаяся справа и спиной к зрителю девятая девушка, одетая подобно остальным персонажам. Хоровод размещён в срединной части сферы, олицетворяющей Землю, на краю которой слева расположились два дискообразных деревца. За пределами сферы и частично на ней изображены архитектурные объекты Новосибирска: оперный театр, железнодорожный мост через Обь, вокзал, а также менее заметные сооружения, занимающие пространство между известными строениями города. Поверх всего распростёрлась многоцветная радуга.

### Панно «Строитель»
Ещё в период работы в «Радуге» Кирьянову предложили оформить Дворец культуры «Строитель», на его фасаде художник выполнил панно. Об этой работе одобрительно отзывался Абрам Бертик, правда заметил, что цельному восприятию мешает «дробность правого панно и особенно панно, расположенного между окон».
В июле 2018 года мозаика находилась под угрозой уничтожения. Сначала панно было закрыто баннером. Затем собственники здания Дома культуры решили утеплить фасад, в связи с чем был запланирован демонтаж мозаики. Против уничтожения работы выступили художники, журналисты и общественники города. В этом же месяце Зураб Церетели направил обращение к врио губернатора Андрею Травникову с просьбой рассмотреть воопрос о сохранении работы Кирьянова. Зимой 2019 года панно было признано объектом культурного наследия.

### «Труд, наука, культура, искусство»
На южной стене здания Областного совета профсоюзов, расположенного на углу Красного проспекта и улицы Гоголя, Кирьянов создал мозаичное панно «Труд, наука, культура, искусство».

### «Человек и наука медицина»

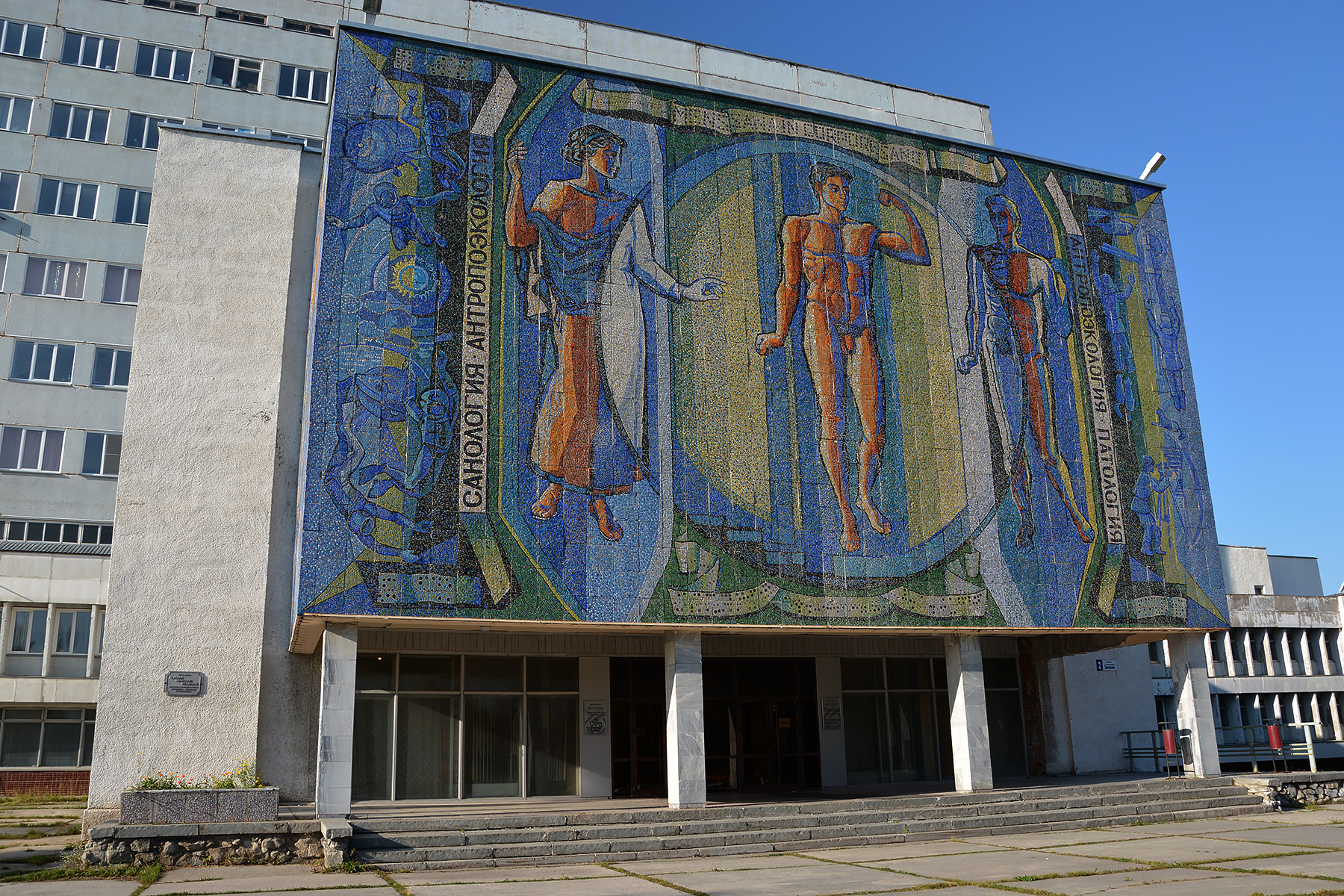
Мозаичное панно «Человек и наука медицина», улица Тимакова, 2, Новосибирск.

Другой труд Кирьянова — мозаичное панно «Человек и наука медицина», выполненная на фасадах Института клинической и экспериментальной медицины. Идея и композиционный характер будущего произведения заключались в самом названии, которое было предложено мастеру ещё на начальном этапе работ. На одном из фрагментов мозаики, который занимает так называемый «западный фасад», изображён Гален, основоположник экспериментальной научной медицины. Всю композицию ритмически разделяют чередующиеся условные оптические линзы. Открывают и завершают смысловой строй композиции расположенные сверху и снизу центральной части панно две декоративные геральдические перфоленты: по нижней как бы проходит информационный поток из электронно-вычислительной машины о функционировании человеческого организма, тогда как на верхней отперфорировано изречение древнеримского поэта Ювенала — «Mens sana in corpore sano». По данным друзей художника работа над панно длилась в течение десяти лет.
29 марта 1989 года возле панно было проведено выездное заседание градостроительного совета и архитектурно-художественной секции при Главном управлении архитектуры и градостроительства горисполкома. Работу хотели номинировать на Государственную премию РСФСР, а Кирьянову предложили и далее вести работу на ИКЭМ — выполнить мозаичные портреты медицинских учёных и витражи в вестибюле, изменить цвет стен главного корпуса на соответствующий мозаичной композиции. Однако в следующем десятилетии выделение средств на бюджетные работы сильно сократилось. Последующие проекты, созданные художником, так и не были реализованы.

## Выставки
Кирьянов принимал участие в областных, региональных, республиканских и всесоюзных выставках.
4 октября 2012 года Городской центр изобразительных искусств в Новосибирске в память о художнике открыл выставку «Неизвестный Кирьянов», на которой были представлены его работы: портреты, жанровые сцены, зарисовки, наброски.

## Награды
Ордена Отечественной войны 2-й степени и Славы 3-й степени, медали «За взятие Вены» и «За Победу над Германией в Великой Отечественной войне».